# Geraise
Geraise là một xã trong vùng hành chính Franche-Comté, thuộc tỉnh Jura, quận Lons-le-Saunier, tổng Salins-les-Bains. Tọa độ địa lý của xã là 46° 57' vĩ độ bắc, 05° 56' kinh độ đông. Geraise nằm trên độ cao trung bình là 672 mét trên mực nước biển, có điểm thấp nhất là 470 mét và điểm cao nhất là 736 mét. Xã có diện tích 6.04 km², dân số vào thời điểm 2004 là 40 người; mật độ dân số là 7 người/km².

## Thông tin nhân khẩu
| 1962 | 1968 | 1975 | 1982 | 1990 | 1999 |
| ---- | ---- | ---- | ---- | ---- | ---- |
| 46   | 55   | 41   | 57   | 51   | 41   |